# Khanu Woralaksaburi (huyện)
Khanu Woralaksaburi (tiếng Thái: ขาณุวรลักษบุรี) là một huyện (amphoe) ở miền nam thuộc tỉnhKamphaeng Phet, phía bắc Thái Lan.

## Lịch sử
Năm 1987, sinh viên lịch sử của Đại học Silpakorn đã khảo sát khu vực huyện Khanu Woralaksaburi. Họ đã tìm thấy rìu đá, nồi đất sét thuộc cộng đồng Khao Kalon. Họ ước tính những hiện vật này có niên đại 5000-1000 năm trước thời kỳ lịch sử.
Trong thời kỳ Vương quốc Sukhothai, Mueang Saen To đã là một thành phố cổ cùng thời với Mueang Trai Trueng, Phan, Khanathi, Nakhon Chum, Thep Nakhon và Chakangrao.
Tambon Saen To, Salok Bat, Bo Tham, Yang Sung và Rahan đã được tách từ huyện Khlong Khlung và lập nên tiểu huyện (King Amphoe) Saen To. Tiểu huyện đã được đổi tên thành Khanu Woralaksaburi năm 1939. Tiểu huyện này đã được nâng cấp thành huyện năm 1947.

## Địa lý
Các huyện giáp ranh là (từ phía tây theo chiều kim đồng hồ): Pang Sila Thong, Khlong Khlung, Bueng Samakkhi thuộc tỉnh Kamphaeng Phet, Banphot Phisai, Lat Yao và Mae Wong thuộc tỉnh Nakhon Sawan.

## Hành chính
Huyện này được chia thành 11 phó huyện (tambon), các đơn vị này lại được chia thành 141 làng (muban). Có hai thị trấn (thesaban tambon) - Khanu Woralaksaburi nằm trên một phần của tambon Yang Sung, Pa Phutsa and Saen To; and Salok Bat nằm trên một phần của same-named tambon. Ngoài ra có 11 Tổ chức hành chính tambon (TAO).
| Số TT | Tên          | Tên tiếng Thái | Số làng | Dân số |  |
| ----- | ------------ | -------------- | ------- | ------ |  |
| 3.    | Yang Sung    | ยางสูง          | 9       | 7.554  |  |
| 4.    | Pa Phutsa    | ป่าพุทรา         | 15      | 10.203 |  |
| 5.    | Saen To      | แสนตอ          | 7       | 7.948  |  |
| 6.    | Salokbat     | สลกบาตร        | 7       | 12.357 |  |
| 7.    | Bo Tham      | บ่อถ้ำ           | 18      | 13.452 |  |
| 8.    | Don Taeng    | ดอนแตง         | 9       | 5.159  |  |
| 9.    | Wang Chaphlu | วังชะพลู         | 19      | 14.098 |  |
| 10.   | Khong Phai   | โค้งไผ่          | 13      | 6.732  |  |
| 11.   | Pang Makha   | ปางมะค่า        | 24      | 17.655 |  |
| 12.   | Wang Hamhae  | วังหามแห        | 12      | 8.048  |  |
| 13.   | Ko Tan       | เกาะตาล        | 8       | 4.425  |  |